# Dundas West (métro de Toronto)
Dundas West est une station de la ligne 2 Bloor-Danforth, du métro de la ville de Toronto en Ontario au Canada. Située au carrefour de plusieurs quartiers, dont High Park North (en) et Junction Triangle (en), elle se trouve officiellement au 1525 de Bloor Street West, mais son entrée principale se situe sur rue Dundas (en), à hauteur de Edna Avenue.

## Situation sur le réseau

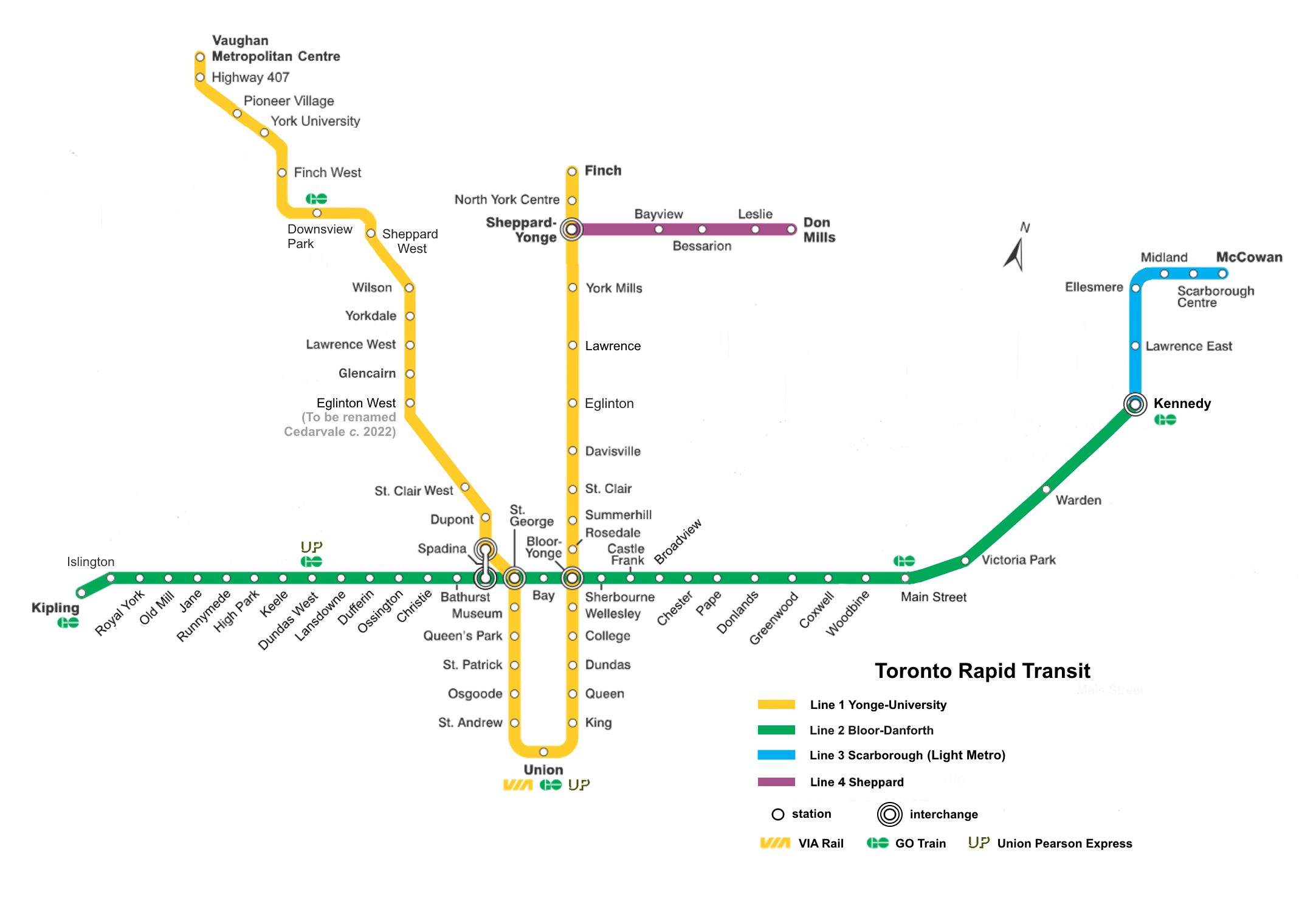
Plan du métro de Toronto (2018).

Établie en souterrain, la station Dundas West de la ligne 2 Bloor-Danforth, est précédée par la station Keele, en direction du terminus Kipling et elle est suivie par la station Lansdowne en direction du terminus Kennedy.

## Histoire
Inauguré le 25 février 1966, elle a été la seconde station la plus à l'Ouest de la ligne après la station Keele, jusqu'aux travaux d'extension de la ligne à l'Ouest, prolongeant la ligne de Keele à Islington.
La station a en moyenne une fréquentation de 26 500 usagers par jour au cours de l'année 2009-2010.

## Services aux voyageurs

### Intermodalité
Dundas West fait également office de station de tramway et de bus, et permet la correspondance avec les lignes 504 King et 505 Dundas du tramway de Toronto. Elle est desservie par les bus des lignes : 40 Junction, 168 Symington et 193 Exhibition Rocket (Seulement opérationnelle durant l’Exposition nationale canadienne).
A 200 mètres de celle-ci se trouve une gare de trains de banlieue GO Transit, permettant la correspondance avec la ligne Kitchener.

## À proximité
- Bishop Marrocco/Thomas Merton Catholic Secondary School.